# Všechny moje lásky (seriál)
Všechny moje lásky jsou český romantický komediální seriál z let 2015 a 2016. Seriál je vysílán na stanici Prima, poprvé dne 25. ledna 2015, kdy měly premiéru první dva díly. Příběh vypráví o ovdovělé Marii Svobodové, která po vyhazovu z práce začíná nový život. Hlavní roli ztvárnila Veronika Žilková.
Seriál má dvacet osm epizod. V roce 2015 bylo odvysíláno dvacet dílů a zbylých osm se na obrazovce objevilo v premiéře v létě 2016.

## Obsazení
| Veronika Žilková        | Marie Svobodová                        |
| Mahulena Bočanová       | Líza Tobiášová                         |
| Monika Zoubková         | Zuzana Matějková                       |
| Jan Šťastný             | Jiří Zábranský                         |
| Stanislav Majer         | Patrik Tobiáš                          |
| Roman Vojtek            | Lukáš Matějka                          |
| Jana Bernášková         | Anežka Stuchlíková                     |
| Jan Hrušínský           | starosta Karel Čeněk                   |
| Miluše Šplechtová       | Zdena Zábranská                        |
| Karel Heřmánek          | Miroslav Svoboda                       |
| Klára Sedláčková-Oltová | Marie Svobodová (za mlada)             |
| Karel Heřmánek mladší   | Miroslav Svoboda (za mlada)            |
| Veronika Kubařová       | Míša Svobodová, dcera Marie            |
| Libuše Švormová         | Alice Baroková, matka Marie            |
| Miroslav Vladyka        | Ota Barok, bratr Marie                 |
| Zdeněk Piškula          | Oliver Tobiáš, syn Lízy a Patrika      |
| Agáta Zimová            | Sabina Tobiášová, dcera Lízy a Patrika |
| Aleš Bílík              | Viktor Prouza                          |
| Štěpán Benoni           | Dominik Koucký                         |
| Roman Luknár            | Petr Kafka                             |
| David Prachař           | David Kocourek                         |
| Dalibor Gondík          | František Motýl                        |
| Lucie Zedníčková        | Marta Motýlová                         |
| Jiří Štěpnička          | Pavel Fišer                            |
| Ilona Svobodová         | Jana Tománková                         |
| Pavlína Mourková        | Vlaďka Špačková                        |
| Radek Valenta           | vedoucí Tomáš                          |
| Tomáš Jeřábek           | kuchař Slavíček                        |
| Václav Jílek            | Adam Liška                             |
| Ondřej Havel            | Petr Šťastný                           |
| Jakub Gottwald          | Štěpán Zapletal                        |

## Seznam dílů
| Číslo epizody | Název epizody             | První vysílání    | Sledovanost (v mil. diváků) |
| ------------- | ------------------------- | ----------------- | --------------------------- |
| 1             | Dárek                     | 25. ledna 2015    | 1,085                       |
| 2             | Porod                     | 25. ledna 2015    | 1,141                       |
| 3             | Moje první láska          | 1. února 2015     | 1,003                       |
| 4             | Výlet                     | 8. února 2015     | 0,893                       |
| 5             | Manžel na chvilku         | 15. února 2015    | 0,931                       |
| 6             | Láska z vejšky            | 22. února 2015    | 0,843                       |
| 7             | Postarší blondýna         | 1. března 2015    | 0,552                       |
| 8             | Jak z toho ven            | 8. března 2015    | 0,496                       |
| 9             | Wellness víkend           | 15. března 2015   | 0,550                       |
| 10            | Památný strom             | 22. března 2015   | 0,446                       |
| 11            | První rande               | 25. března 2015   | 0,560                       |
| 12            | Moje psaní                | 1. dubna 2015     | 0,510                       |
| 13            | Úklid minulosti           | 8. dubna 2015     | 0,475                       |
| 14            | Sametovej úlet            | 15. dubna 2015    | 0,431                       |
| 15            | Zapomenuté akty           | 22. dubna 2015    | 0,462                       |
| 16            | Nejlepší kamarádky        | 29. dubna 2015    | 0,484                       |
| 17            | Napíši si dopis           | 6. května 2015    | 0,461                       |
| 18            | Veselý pohřeb             | 13. května 2015   | 0,416                       |
| 19            | Nevěra                    | 20. května 2015   | 0,482                       |
| 20            | Trable s tchyní           | 27. května 2015   | 0,475                       |
| 21            | Recept na šťastný život   | 3. července 2016  | 0,272                       |
| 22            | Pan Motýl                 | 10. července 2016 | 0,240                       |
| 23            | Recept na zajíčka         | 17. července 2016 | 0,272                       |
| 24            | Světlo v temnotách        | 24. července 2016 | 0,259                       |
| 25            | Na lásku není nikdy pozdě | 31. července 2016 | 0,292                       |
| 26            | Spolek                    | 7. srpna 2016     | 0,244                       |
| 27            | Konečně otevřeno!         | 14. srpna 2016    | 0,261                       |
| 28            | Rande s poslem            | 21. srpna 2016    | 0,278                       |